# Cecilia Hall
Gunnel Cecilia Kristina Hall, född 7 mars 1944 i Kungsholms församling i Stockholm, död 15 mars 2010 i Bromma, var en svensk målare, illustratör och formgivare, belönad med medalj för botanisk konst av Royal Horticultural Society i England. Separatutställningar 1982, 1985, 1989, 1993 och 2003.

## Verk (urval)
- Portraits from a kitchen garden, 1999
- My Charlamowsky Apple, 2003

## Tygmönster
Cecilia Hall har formgivit tygmönster bland annat för Jobs Handdtryck (Morfars Trädgård 1996, Paradisträd 1997, Flora 1997, Fruktträd 1999, Rhododendron 2000, Tulpaner 2000, Tulpaner i färg 2003) och Åhléns (Edens lustgård 1998, Aroma 2000, Silvius 2007, Blommor 2009), Duka (Flora Verde 2001), Carneruds (Gamla Stan 1998) och kökskollektion för JAB Anstoetz 2000.

## Övrig formgivning
Cecilia hall har formgivit glas och porslin för Quality House 1999–2000 och serviserna Freja (2000) och Orkide (2001) för Hackefors/Rörstrand.